# Chiesa di San Girolamo Emiliani (Somasca)
La chiesa di San Girolamo Emiliani è un luogo di culto posto ne "La Valletta" del Sacro Monte di Somasca.

## Storia

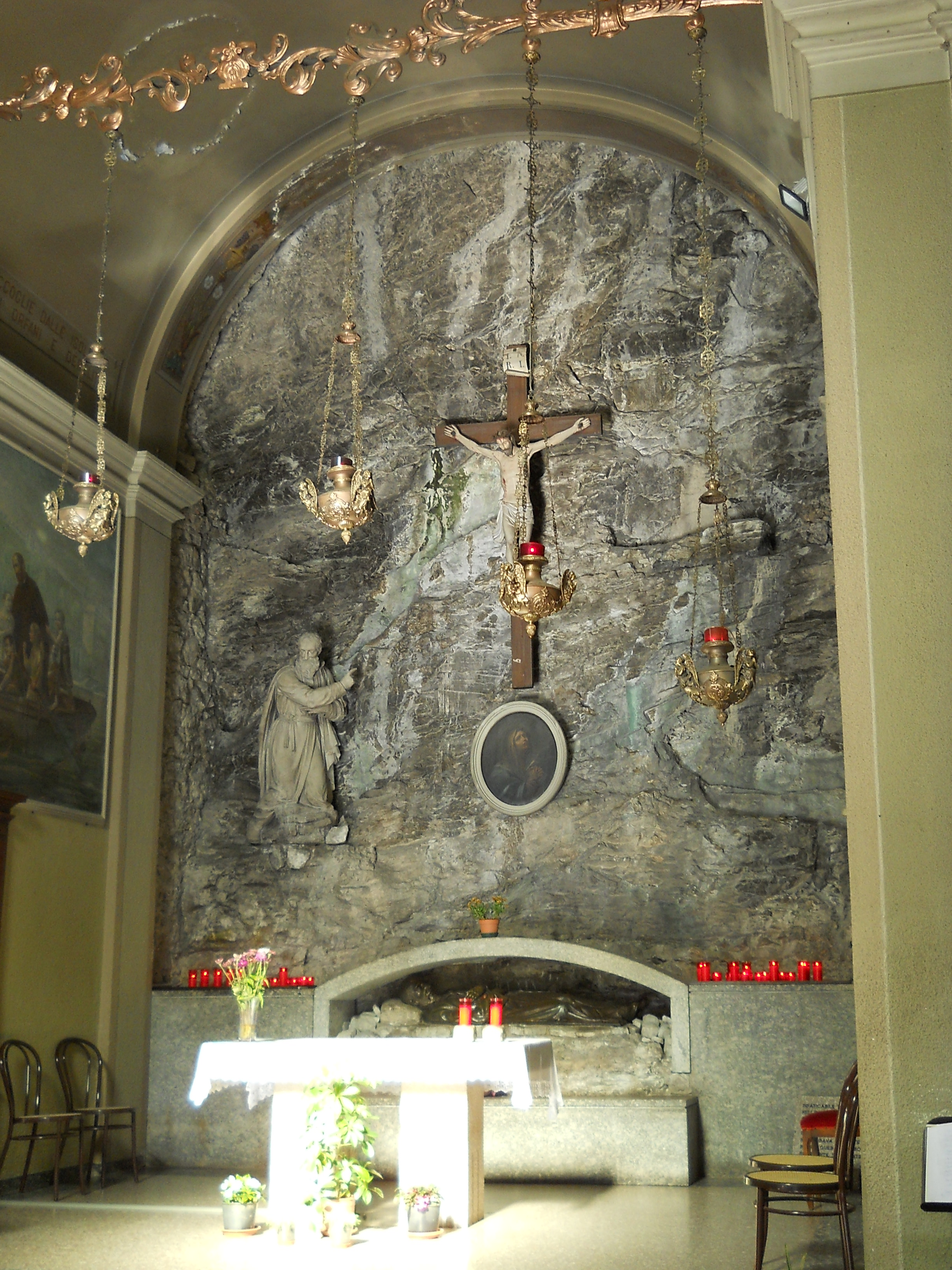
L'interno in roccia viva della chiesa della Valletta

Nel 1628 i padri somaschi riuscirono ad acquistare il terreno della Valletta e iniziarono così i lavori per la costruzione di una chiesa che fosse addossata alla parete rocciosa in cui era solito riposare san Girolamo e vicina alla fonte da cui il santo fece sgorgare miracolosamente una sorgente d'acqua per abbeverare i suoi orfanelli. Ormai da tempo completata e consacrata nel 1751 papa Benedetto XIV concesse alla chiesa l'altare privilegiato, ovvero un altare che godeva dell'indulgenza plenaria per il defunto per il quale si celebrava la messa. Nel 1824 il vescovo di Bergamo Pietro Mola ritirò alla chiesa il permesso di celebrare la via crucis, permesso che fu poi ripristinato nel 1908 dal vescovo Giacomo Radini-Tedeschi.
Ormai completata, nel 1778 la chiesa della Valletta al suo interno fu abbellita da una balaustra proveniente dalla cappella di san Girolamo della chiesa di Somasca e venne poi arricchita con due tele anonime settecentesche che illustravano due episodi della vita san Girolamo, lui che lascia il campo nemico e la sua liberazione dal carcere. La parte di fondo della chiesa, in roccia viva e al centro della quale era esposto il crocifisso, nel 1790 venne abbellita da una statua di san Girolamo Emiliani che posizionata alla destra della croce la indicava guardando però verso i fedeli; la statua fu commissionata da padre Federico Comendoni allo scultore bergamasco Antonio Gelpi. Per ricordare il giaciglio in cui il santo era solito addormentarsi, già prima del 1824 in quel luogo fu costruito l'altare sotto il quale venne posata una statua di san Girolamo dormiente in stucco, dipinta e vestita con l'abito di tela dei padri somaschi. Nel 1835 al vicino campanile furono cambiate le campane che vennero dedicate dal vescovo Carlo Gritti Morlacchi all'Immacolata Concezione a santa Eurosia e a santa Lucia, poi nel 1841 venne rifatto il pavimento della chiesa. In vista dei quattrocento anni dalla morte del santo nel 1936 il pittore varesino Carlo Cocquio dipinse all'interno della chiesa alcuni affreschi raffiguranti importanti momenti della vita del santo.
Nel 1976 la chiesa subì un pesante intervento di restauro. Per contenere i danni causati dai massi provenienti dalla roccia retrostante il tetto fu rifabbricato in cemento armato e i lavori durarono fino al 1978, il tetto in particolare era già stato rinforzato nel 1930 con delle lamiere zincate. All'interno venne eliminata la balaustra e l'altare, che fu spostato dal giaciglio del santo e rifabbricato in stile razionalista. Il giaciglio fu incorniciato in una struttura granitica e la statua fu sostituita con una in bronzo di Elio Ponti. La statua di san Girolamo del Gelpi venne spostata nella vicina Sala della Fonte per poi essere ricollocata nella sua posizione originaria sul finire degli anni Novanta.

### La stanza dell'acqua e gli ex voto

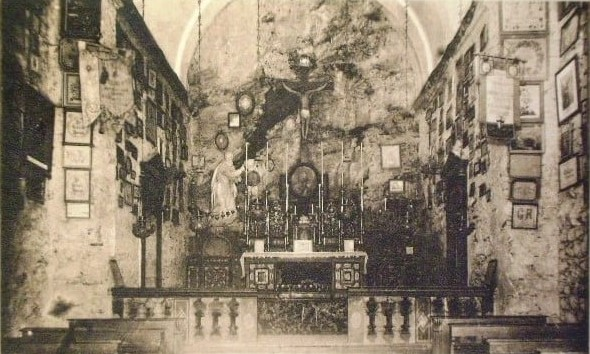
L'interno della chiesa della Valletta con gli ex voto all'inizio del XX secolo

In seguito alla costruzione della chiesa della Valletta nel 1644 fu deciso di proteggere la sorgente da cui san Girolamo fece scaturire miracolosamente una sorgente d'acqua costruendo una stanza. All'interno della sala venne poi affissa una targa con la seguente iscrizione:
(Targa nella stanza dell'acqua del 1644)
La stanza fu poi rifabbricata nella prima metà del XX secolo e nel 1941 il pittore varesino Carlo Coquio dipinse sull'ingresso un affresco raffigurante il miracolo della fonte compiuto da san Girolamo. Questo fu poi restaurato nel 1979 da Giovanni Caseri. Nel 1967 la stanza venne restaurata e portata alla nuova forma, venne rifatta la lapide seicentesca e ne fu aggiunta un'altra con le parole: «venite et videte mirabilia dei in s. hieronimo aemiliano oui de petra exudit aqvam saluberrimam».
Nella prima metà del XX secolo gli ex voto presenti nella chiesa vengono traslati in una nuova stanza costruita sul lato destro dell'edificio e nel 1936 Carlo Coquio ne decora l'esterno con un affresco che rappresenta san Girolamo nella battaglia in difesa del castello di Quero.